# Мукабан (Шарканское сельское поселение)
Мукабан — починок в Шарканском районе Удмуртской республики.

## География
Находится в восточной части Удмуртии на расстоянии приблизительно 1 км на север-северо-восток по прямой от районного центра села Шаркан.

## История
Основан в 1880 году крестьянами деревни Бигинская (Кыква). В 1893 году здесь (починок Мукобан) было 10 дворов. С 1932 года деревня Мукабан. До 2021 года входил в состав Шарканского сельского поселения.

## Население
Постоянное население составляло 71 человек (1893 год, удмурты), 16 человек в 2002 году (удмурты 94 %), 4 в 2012.